# High Flow Nasal Oxygen therapie

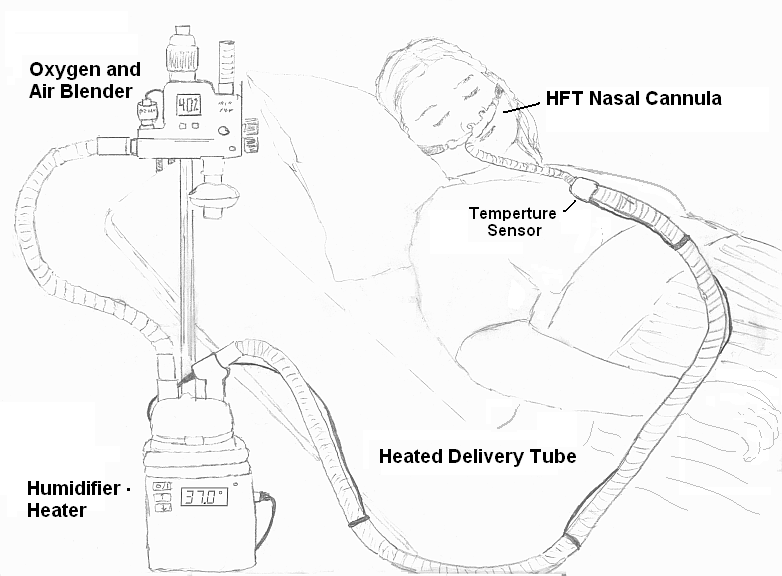
High Flow Nasal Oxygen therapie

High Flow Nasal Oxygen (HFNO)-therapie is een manier van zuurstoftoediening veelal gebruikt op de intensive care of aanverwante afdelingen. HFNO is een veelzijdige non-invasieve comfortabele methode die met name geschikt is voor primair hypoxisch falen. Het basismechanisme berust op de toediening van zuurstof met een fors hogere flow dan bij een klassieke neusbril. Het vochtgehalte van de toegediende zuurstof wordt vergroot en ook de temperatuur wordt aangepast.
De methode is nuttig bij patienten die spontaan maar bemoeilijkt ademen, bijvoorbeeld bij astma, COPD, bronchiolitis en longontsteking.